# Caroline Buchanan
Caroline Buchanan (Canberra, 24 d'octubre de 1990) és una esportista australiana que competeix en ciclisme en les modalitats de BMX i muntanya.
Ha guanyat nou medalles al Campionat del món de BMX entre els anys 2011 i 2017.
En ciclisme de muntanya, ha obtingut cinc medalles d'or al Campionat Mundial de Four Cross entre els anys 2009 i 2017.

## Palmarès en ciclisme de muntanya
- 2009
  -  Campiona del món en Four Cross
- 2010
  -  Campiona del món en Four Cross
- 2013
  -  Campiona del món en Four Cross
- 2016
  -  Campiona del món en Four Cross
- 2017
  -  Campiona del món en Four Cross

## Palmarès en BMX
- 2012
  -  Campiona del món en BMX - Contrarellotge
  - 1a a la Copa del món de BMX
- 2013
  -  Campiona del món en BMX
- 2014
  - 1a a la Copa del món de BMX
- 2016
  -  Campiona del món en BMX - Contrarellotge